# Zygmunt Kurczyński
Zygmunt Kurczyński (ur. 1883 we Lwowie, zm. 11 marca 1954 we Wrocławiu) – polski rzeźbiarz.

## Życiorys

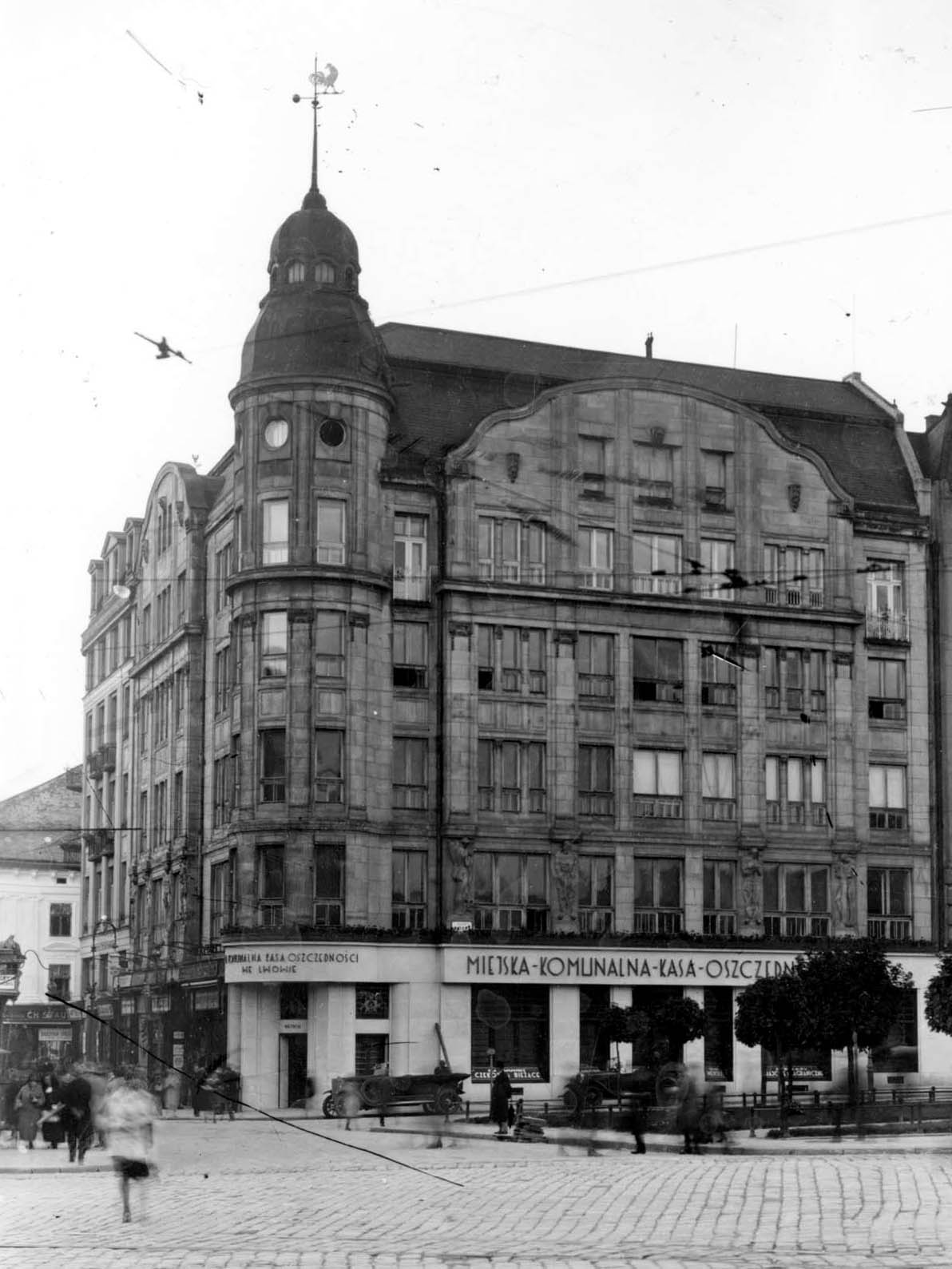
Kamienica przy ulicy Wałowej 7/Halickiej 21

Studiował w krakowskiej Akademii Sztuk Pięknych, a po jej ukończeniu wyjechał do Paryża, gdzie kontynuował naukę u Auguste Rodina. Po powrocie do Lwowa nawiązał współpracę z biurami projektowymi, które chętnie angażowały go do prac nad rzeźbiarską stroną prac elewacyjnych. Po wybuchu wojny polsko-bolszewickiej walczył w obronie Lwowa. Tworzył płaskorzeźby, popiersia i pomniki na Cmentarzu Łyczakowskim, po 1920 był radnym miasta Lwowa. Jego pracownia mieściła się przy ulicy Muszaka 50 (wówczas Dwernickiego). Podczas wysiedlenia Polaków ze Lwowa przeprowadził się do Wrocławia, gdzie został pierwszym prezesem tamtejszego oddziału Związku Polskich Artystów Plastyków i współtwórcą Akademii Sztuk Pięknych.
Został pochowany na Cmentarzu Świętej Rodziny we Wrocławiu.

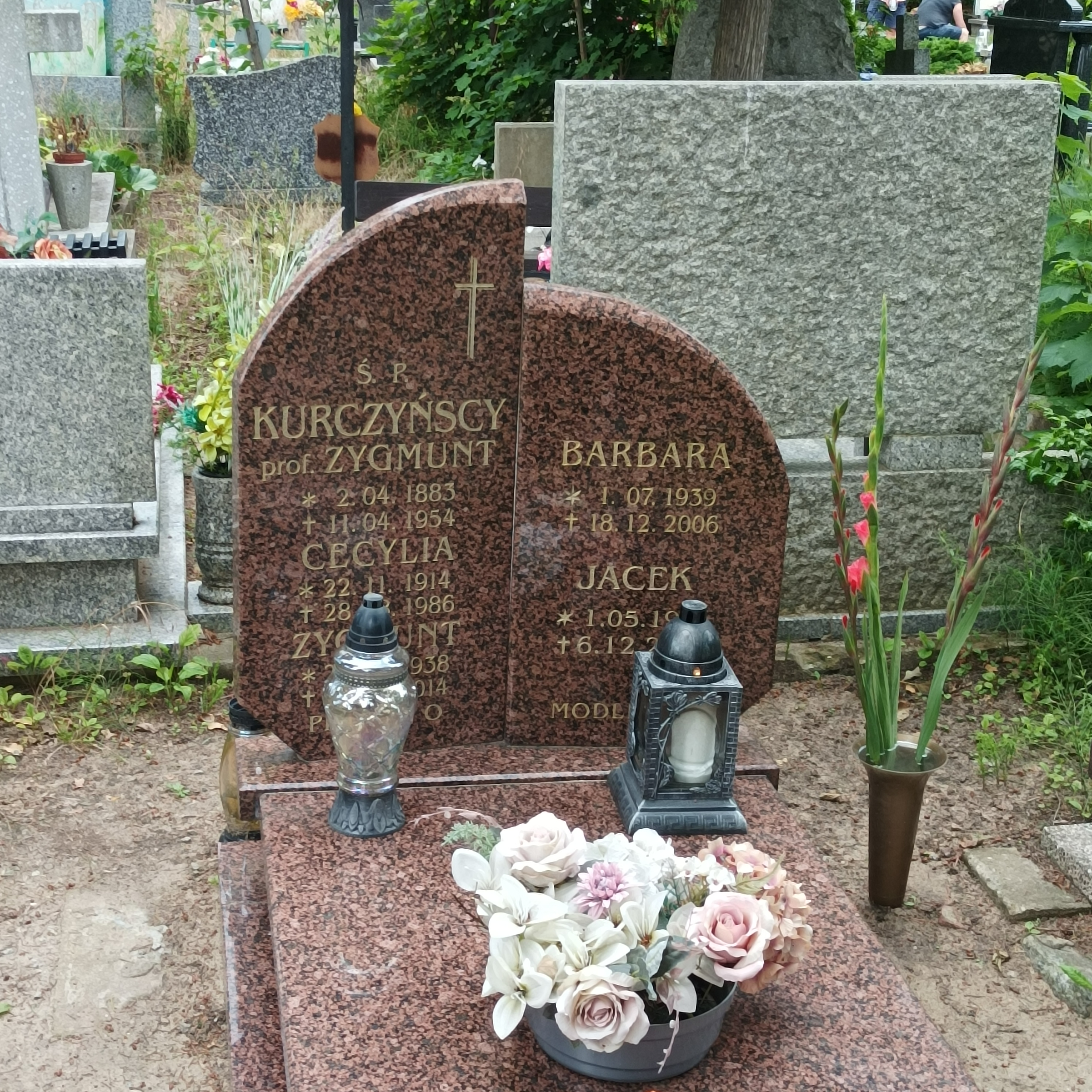
Grób Zygmunta Kurczyńskiego na Cmentarzu Świętej Rodziny we Wrocławiu

## Wybrana twórczość architektoniczna we Lwowie

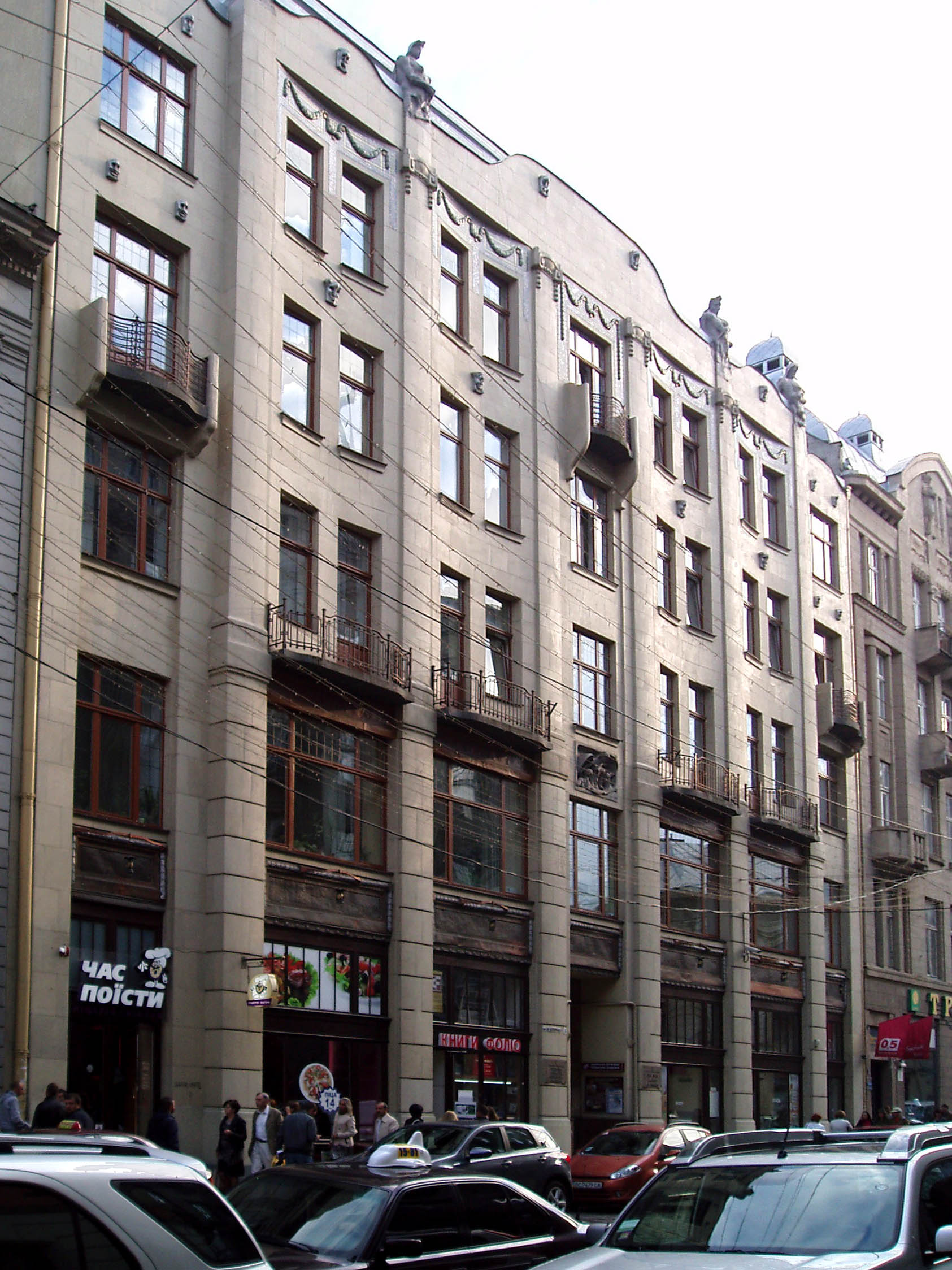
Kamienica przy ulicy Kopernika 3

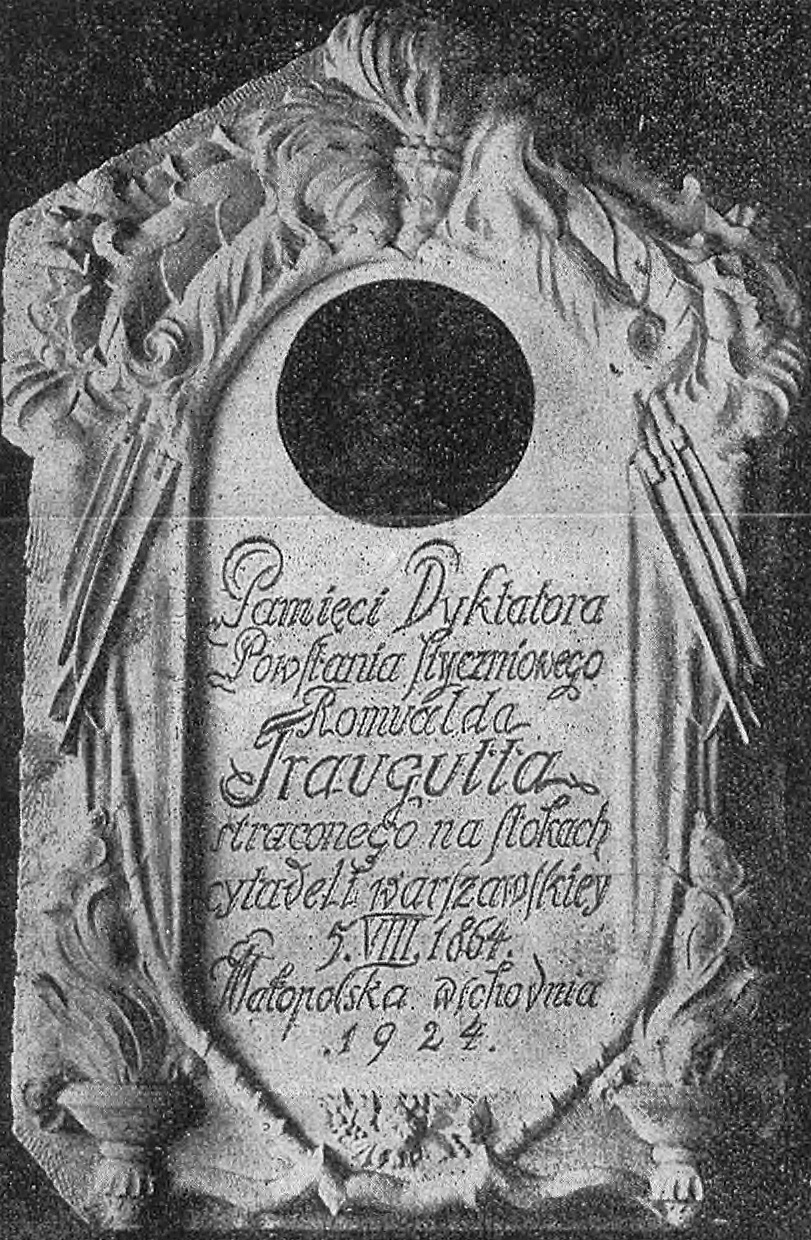
Tablica upamiętniająca Romualda Traugutta

- Kompozycja rzeźbiarska na kamienicy Massarowskiej Rynek 24;
- Płaskorzeźby na elewacji kamienicy Mazanczowskiej (Baczyńskich) Rynek 31;
- Elewacja kamienicy Galicyjskiego Banku Kredytowo-Handlowego projektu Alfreda Zachariewicza i Józefa Sosnowskiego przy ulicy Halickiej 19;
- Osiem płaskorzeźb pomiędzy oknami drugiego piętra w Kamienicy Bałłabanów zbudowanej według projektu Alfreda Zachariewicza i Józefa Sosnowskiego przy ulicy Wałowej 7 (Halicka 21);
- Cztery płaskorzeźby będące alegoriami sztuki, przemysłu i gospodarki na elewacji kamienicy projektu Alfreda Zachariewicza i Józefa Sosnowskiego przy ulicy Wałowej 9;
- Elewacja kamienicy Adolfa Lewina projektu Władysława Derdackiego i Witolda Minkiewicza przy ulicy Wałowej 11a (obecnie 13);
- Wystrój klatki schodowej i sali posiedzeń w gmachu Izby Handlowo-Przemysłowej przy Prospekcie Szewczenki 17 (Akademickiej), obiekt zaprojektowali Alfred Zachariewicz, Tadeusz Obmiński i Józef Sosnowski, malowidła otaczające płaskorzeźby wykonał Feliks Michał Wygrzywalski;
- Attyka z maszkaronami i balkon na kamienicy projektu Alfreda Zachariewicza przy ulicy Saksahanśkiego 9 (Romanowicza);
- Płaskorzeźby na modernistycznej kamienicy przy ulicy Hruszewśkego 10 (św. Mikołaja);
- Secesyjny portal z podwójną arkadą i maszkaronami w westybulu w kamienicy w stylu historyzmu projektu Alfreda Zachariewicza przy ulicy Stefanyka 10 (Ossolińskich);
- Posągi oraz wystrój klatki schodowej na kamienicy projektu Alfreda Zachariewicza (współautor elewacji Tadeusz Błotnicki) przy ulicy Kopernika 3;
- Posągi rycerzy umieszczone na elewacji kamienicy zaprojektowanej przez Romana Felińskiego przy ulicy Kopernika 5;
- Płaskorzeźby na elewacji kamienicy projektu Józefa Awina przy ulicy Doroszenki 14 (Sykstuska);
- Rzeźby na elewacji kamienicy projektu Alfreda Zachariewicza przy ulicy Kościuszki 6;
- Rzeźby stylizowane na staroegipskie posągi na elewacji modernistycznej kamienicy zrealizowanej przez firmę Michała Ulama według projektu Ferdynanda Kasslera i Romana Felińskiego przy ulicy Hnatiuka 20/22 (Jagiellońska);
- Oprawa balkonów, półkolumny i płaskorzeźby na elewacji kamienicy zaprojektowanej przez Ferdynanda Kasslera przy ulicy Bandery 24 (Leona Sapiehy);
- Płaskorzeźby na secesyjnej kamienicy projektu Józefa Piątkowskiego przy ulicy Gródeckiej 67;
- Płaskorzeźby o tematyce mitologicznej na kamienicy projektu Henryka Orleana i Edwarda Skawińskiego przy ulicy Gródeckiej 117;
- Portyk i rzeźby na elewacji kamienicy projektu Alfreda Zachariewicza i Józefa Sosnowskiego przy ulicy Zielonej 22;
- Rzeźba gladiatora umieszczona na kamienicy zbudowanej przez firmę Józefa Sosnowskiego według projektu Władysława Derdackiego i Witolda Minkiewicza przy ulicy Parkowej 14 (Pułaskiego);
- Rzeźby na secesyjnej kamienicy według projektu Alfreda Zachariewicza przy ulicy Jefremowa 6/8 (Mączyńskiego, do 1935 Murarska).
- Tablica upamiętniająca Romualda Traugutta, wmurowana 28 września 1924 w ścianie wieży kościoła bernardynów we Lwowie[2].